# Borrell II
Borrell II (Barcelona, 927 - Castellciutat, 992 o 993) fou comte de Barcelona, Girona, Osona (947-992 o 993) i comte d'Urgell (948-992 o 993). Fou el segon Borrell de Barcelona perquè el seu oncle Guifré II de Barcelona també tenia el nom de Borrell. Actualment es tendeix a pensar que la seva mort es va esdevenir l'any 993 (el seu testament s'ha datat el 24 de setembre de 993).
Destacà per negar-se a renovar el pacte de vassallatge amb el rei francès Hug Capet després que aquest es negués a ajudar-lo, per la qual cosa els comtats anteriorment mencionats passaren a ser independents de facto.

## Família
Fill del comte de Barcelona Sunyer I i de la seva segona muller, Riquilda de Tolosa.
|  |                       |  |  |  |  |  |  |  |  |  |  |  |  |  |  |  |
|  | Sunifred I d'Urgell   |  |  |  |  |  |  |  |  |  |  |  |  |  |  |  |
|  |                       |  |  |  |  |  |  |  |  |  |  |  |  |  |  |  |
|  |                       |  |  |  |  |  |  |  |  |  |  |  |  |  |  |  |
|  | Guifré I de Barcelona |  |  |  |  |  |  |  |  |  |  |  |  |  |  |  |
|  |                       |  |  |  |  |  |  |  |  |  |  |  |  |  |  |  |
|  |                       |  |  |  |  |  |  |  |  |  |  |  |  |  |  |  |
|  | Ermessenda            |  |  |  |  |  |  |  |  |  |  |  |  |  |  |  |
|  |                       |  |  |  |  |  |  |  |  |  |  |  |  |  |  |  |
|  |                       |  |  |  |  |  |  |  |  |  |  |  |  |  |  |  |
|  | Sunyer I de Barcelona |  |  |  |  |  |  |  |  |  |  |  |  |  |  |  |
|  |                       |  |  |  |  |  |  |  |  |  |  |  |  |  |  |  |
|  |                       |  |  |  |  |  |  |  |  |  |  |  |  |  |  |  |
|  | Gunilda d'Empúries    |  |  |  |  |  |  |  |  |  |  |  |  |  |  |  |
|  |                       |  |  |  |  |  |  |  |  |  |  |  |  |  |  |  |
|  |                       |  |  |  |  |  |  |  |  |  |  |  |  |  |  |  |
|  | Borrell II            |  |  |  |  |  |  |  |  |  |  |  |  |  |  |  |
|  |                       |  |  |  |  |  |  |  |  |  |  |  |  |  |  |  |
|  |                       |  |  |  |  |  |  |  |  |  |  |  |  |  |  |  |
|  | Ramon I de Tolosa     |  |  |  |  |  |  |  |  |  |  |  |  |  |  |  |
|  |                       |  |  |  |  |  |  |  |  |  |  |  |  |  |  |  |
|  |                       |  |  |  |  |  |  |  |  |  |  |  |  |  |  |  |
|  | Odó I de Tolosa       |  |  |  |  |  |  |  |  |  |  |  |  |  |  |  |
|  |                       |  |  |  |  |  |  |  |  |  |  |  |  |  |  |  |
|  |                       |  |  |  |  |  |  |  |  |  |  |  |  |  |  |  |
|  | Berta de Reims        |  |  |  |  |  |  |  |  |  |  |  |  |  |  |  |
|  |                       |  |  |  |  |  |  |  |  |  |  |  |  |  |  |  |
|  |                       |  |  |  |  |  |  |  |  |  |  |  |  |  |  |  |
|  | Ermengol de Roergue   |  |  |  |  |  |  |  |  |  |  |  |  |  |  |  |
|  |                       |  |  |  |  |  |  |  |  |  |  |  |  |  |  |  |
|  |                       |  |  |  |  |  |  |  |  |  |  |  |  |  |  |  |
|  | Gersinda d'Albi       |  |  |  |  |  |  |  |  |  |  |  |  |  |  |  |
|  |                       |  |  |  |  |  |  |  |  |  |  |  |  |  |  |  |
|  |                       |  |  |  |  |  |  |  |  |  |  |  |  |  |  |  |
|  | Riquilda de Tolosa    |  |  |  |  |  |  |  |  |  |  |  |  |  |  |  |
|  |                       |  |  |  |  |  |  |  |  |  |  |  |  |  |  |  |
|  |                       |  |  |  |  |  |  |  |  |  |  |  |  |  |  |  |
|  | Adelaida              |  |  |  |  |  |  |  |  |  |  |  |  |  |  |  |
|  |                       |  |  |  |  |  |  |  |  |  |  |  |  |  |  |  |
|  |                       |  |  |  |  |  |  |  |  |  |  |  |  |  |  |  |

El 968 Borrell II es va casar amb Letgarda de Tolosa, filla del duc d'Aquitània Ramon III. Van tenir 2 fills i 2 filles: 
- Ramon Borrell (972-1017), comte de Barcelona, casat amb Ermessenda de Carcassona.
- Ermengol I d'Urgell (975-1011), comte d'Urgell
- Ermengarda de Barcelona (c.980-1030),[2] casada amb el vescomte Geribert de Barcelona
- Riquilda de Barcelona (? -1041), casada amb el vescomte Udalard I de Barcelona

Després de la mort de Letgarda es va tornar a casar, vers el 980, amb Aimeruda d'Alvèrnia, filla del comte d'Alvèrnia Raimon d'Alvèrnia.

## Vida política
Al contrari que el seu pare, va ser un comte molt més diplomàtic que no pas militar. Va procurar mantenir sempre relacions cordials amb els seus dos poderosos veïns: els francs, al nord i els musulmans, al sud. L'any 950 va intercanviar ambaixades amb Còrdova (centre del poder musulmà), entrevistant-se amb el califa Abd ar-Rahmàn III.
L'any 966, després d'haver-se reiniciat les hostilitats amb el califat musulmà per iniciativa dels comtes cristians, Borrell II va trencar la fidelitat deguda al rei franc, en trobar-se cada cop més allunyat d'ell, i va prestar obediència i vassallatge al Califa cordovés Al-Hàkam II, fill d'Abd ar-Rahmàn III.
Va ser un protector de les ciències i la cultura. Invità el famós monjo Gerbert d'Orlhac, que uns anys més tard arribaria a Papa amb el nom de Silvestre II, a residir al comtat, perquè ampliés estudis.

### L'intent de restauració de l'arxidiòcesi de la Tarraconense
El bisbe de Vic Ató i Borrell volien que l'Església restituís la província episcopal Tarraconense per tal d'agrupar les diòcesis catalanes de manera separada de l'arquebisbat de Narbona, d'on depenien en aquell moment. L'operació tenia una clara intencionalitat política, ja que un arquebisbat català estaria sota la influència directa dels comtes de Barcelona, i això realçaria encara més el seu poder respecte als altres comtats catalans i de la resta de la Septimània. Ja feia temps que el context tant polític com social de la vida catalana cada vegada s'allunyava més del domini franc de la Francia Occidentalis. La reivindicació dels dos magnats era concretament sobre les diòcesis d'Elna, Vic, Barcelona, Girona i Urgell, i Tarragona quedava pendent de la seva futura conquesta.
Per aquest motiu el 970 van viatjar els dos a Roma per entrevistar-se amb el papa Joan XIII, qui va aprovar el projecte el 971 nomenant Ató com a primer arquebisbe de Vic, i promulgant 5 butlles a la vegada.
Però el projecte va acabar a causa de l'assassinat d'Ató poc després de tornar de Roma, el 971 (o fins i tot el 972). Tot i que es desconeix l'autoria del fet, amb tota probabilitat fou una acció dels contraris de la independència eclesiàstica i l'augment del poder barceloní. En qualsevol cas, després d'Ató, Vic tornà a tenir tan sols un bisbe, Fruià, el qual fou nomenat seguint el procediment tradicional: consagrant-se bisbe de Vic a Narbona i després demanant a Roma la confirmació de la seva elecció.

### Ràtzies d'Almansor
Malgrat tot els seus esforços, sota el seu mandat els territoris de la Gòtia van sofrir greus atacs del cabdill andalusí Al-Mansur, successor d'Hàkam II: en la campanya del 982 va conquerir el castell de Munt Fariq (el Castell del Far) de camí a Girona. De retorn va conquerir Òdena (Wutina).
En una nova expedició el 984 de retorn de Sepúlveda va passar pel comtat de Barcelona. Almansor va arrasar Barcelona, molts dels seus habitants van ser fets presoners i els monestirs de Sant Cugat del Vallès, de Sant Pau del Camp i de Sant Pere de les Puel·les van ser atacats, el 6 de juliol de 985 en una important ràtzia després de derrotar Borrell a la batalla de Rovirans o Matabous

### Trencament del pacte de vassallatge amb el rei de França i independència del comtat de Barcelona
Les peticions d'ajuda del comte Borrell van ser ignorades pel rei franc Lotari I de França que en aquells moments s'enfrontava als seus propis problemes al Comtat de Verdun. A conseqüència d'això i com a resultat d'un creixent desarrelament dels comtes barcelonins respecte als seus antics senyors, el 988 Borrell II es va negar a renovar el pacte de vassallatge amb el nou rei francès, Hug Capet, i va instaurar la independència de facto dels territoris sota el seu poder tot i que, jurídicament, no se sancionaria aquesta situació fins al Tractat de Corbeil, signat l'any 1258 entre Jaume I el Conqueridor i Lluís IX de França.

## Títols i successors
L'any 947, en retirar-se el seu pare a la vida monacal, va accedir al govern dels comtats de Barcelona, Girona i Osona conjuntament amb el seu germà Miró compartint aquesta tasca fins a l'any 966 en que Miró va morir i governant aleshores en solitari. El 948 va heretar el comtat d'Urgell en morir el seu oncle Sunifred II d'Urgell sense descendència. A partir del 986 va compartir el govern amb els seus fills Ramon Borrell i Ermengol, que van començar a governar sols a partir de 30 de setembre de 993, dia en què Borrell II morí.
A part dels títols comtals hereditaris, emprava els títols honorífics de marquès i duc de la Gòtia, dux Gothicae (Borrelli ducis Gothicae) (971), així com el títol de "príncep de Gothlandia" amb connotacions de sobirania (972). Quan arribà el decisiu any 987, quan Borrell II demanà auxili al rei franc Hug Capet per valer el pacte de vassallatge, el cronista de la cort franca Richer el qualificà de duc de la Hispània Citerior, un títol que Borrell II mai no utilitzà per a si mateix; davant la ineficàcia de l'auxili franc el pacte de vassallatge quedà trencat. Vers el març del 988 Borrell II s'intitulava gratia Dei hibereo duci atque marchiso («per la gràcia de Déu duc ibèric i marquès») i hom no coneix cap precepte reial franc per a la Gòtia posterior al 986. Això no obstant però, en tots els documents de la Gòtia es continuaran datant els documents oficials per la data del regnat dels reis francs —i no per l'Era Hispànica—, una pràctica que continuaria fins que el llinatge dels comtes de Barcelona esdevingueren reis d'Aragó.
- A 28 de juliol del 960: Ego Borrellus gratia Dei chomes et marchio[13]
- A 23 d'abril del 986: Sig+num Borrellus, gratia Dei commes et marchio[14]
- A 20 de desembre del 986: Ego Borrello, comite [..] + Borrello, comite, marchione,, qui ista comutacione firma [15]
- A 10 de març del 988: Ego Borrello, gratia Dei, hibereo duci atque marchiso [..] + Borrello, gratia Dei comes marachiso[15]

| Borrell II Casal de Barcelona Naixement: 927 Mort: 992 | |                                                         |
| Títols                                                 | |                                                         |
| Precedit per: Sunyer I de Barcelona (pare)             | Comte de Barcelona (Llista de comtes de Barcelona) Comtat de Barcelona, Comtat de Girona, Comtat d'Osona, Comtat de Manresa (947–992) | Succeït per: Ramon Borrell I de Barcelona (fill)        |
| Precedit per: Sunifred II d'Urgell (oncle)             | Comte d'Urgell (Llista de comtes d'Urgell) (948–992)                                                                                  | Succeït per: Ermengol I d'Urgell "el de Còrdova" (fill) |